# Англо-французское соглашение (1904)
Англо-французское соглашение (фр. Entente cordiale — букв. «сердечное соглашение») — серия соглашений по колониальным вопросам между Британской империей и Францией, подписанные 8 апреля 1904 года. Они подвели черту под столетием колониального соперничества между державами («драка за Африку») и, наряду с франко-русским союзом, привели к созданию Антанты.

## Подписанные документы
- Совместная декларация о Египте и Марокко. Её сопровождали секретные статьи.
- Соглашение о Ньюфаундленде и границах в Африке. Франция отказывалась от притязаний на побережье Ньюфаундленда. В обмен Британия передавала Франции некоторые территории в Африке.
- Декларация о Сиаме, Мадагаскаре и Новых Гебридах.